# (74493) 1999 CQ122
(74493) 1999 CQ122 – planetoida z pasa głównego asteroid okrążająca Słońce w ciągu 5,66 lat w średniej odległości 3,17 j.a. Odkryta 11 lutego 1999 roku.